# ديفيد أوستروفسكي
ديفيد أوستروفسكي (بالألمانية: David Ostrowski)‏ هو رسام ألماني، ولد في 1981 في كولونيا في ألمانيا.